# Швайка (морська справа)

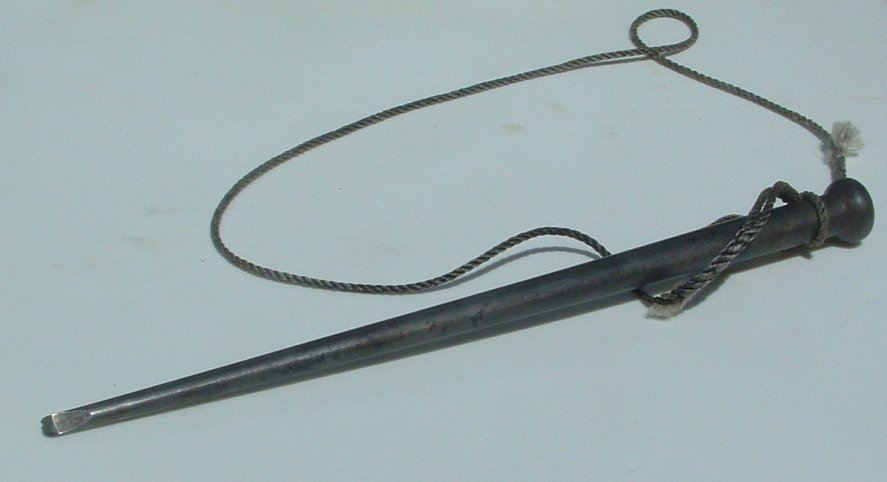
Сталева швайка з темляком

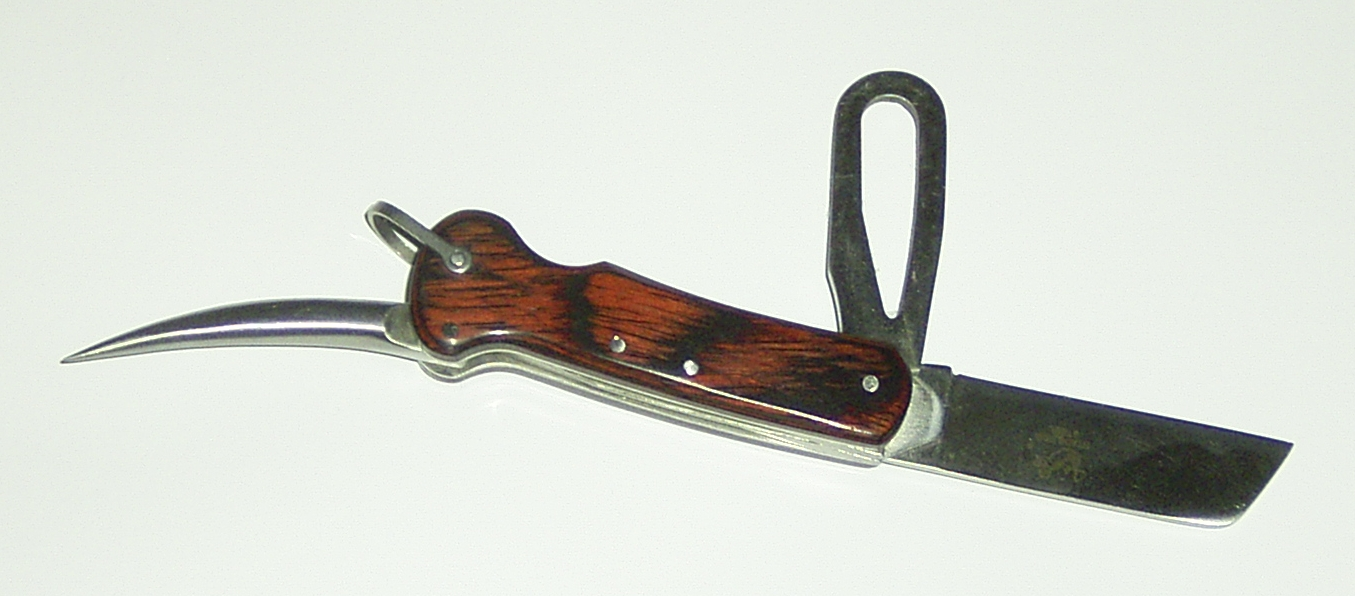
Вітрильний ніж зі швайкою

Швайка — такелажний інструмент, що використовується для роз'єднання сталок тросів під час плетіння огонів, сплесенів, кнопів. Також застосовується для розв'язання тугих вузлів.
Швайки бувають дерев'яні і сталеві. Перші вживали для роботи з рослинними тросами. Класична швайка має вигляд загостреного конусоподібного стрижня з дерева твердої породи (клена, бука, дуба, ясена). Широкий кінець швайки досить масивний, що уможливлює використовувати його як киянку — для ущільнення сплесеня. Зараз отримала поширення сталева швайка, що первісно призначалася для сталевих тросів. Існують швайки, схожі на великі голки шприца — у вигляді вирізаних сталевих трубок, у жолоб яких вкладається сталка. У широкому кінці швайки часто є отвір, у який просилюється темляк — у нього моряк просуває руку, щоб не загубити інструмент під час роботи на висоті. Швайкою споряджаються і складані ножі, призначені для моряків і яхтсменів.
За допомогою швайки зав'язують швайковий вузол, що має схожість з бесідковим.